# Бочков Борис Вікторович
Бори́с Ві́кторович Бочко́в (рос. Борис Викторович Бочков; 2 жовтня 1924, місто Севастополь — 22 лютого 1991, місто Москва) — радянський військовий та державний діяч. Генерал-полковник авіації (1976). Член Центральної Ревізійної Комісії КПРС у 1976—1981 роках. Депутат Верховної Ради СРСР 10-го скликання (1979–1984 роки).

## Біографічні відомості
Народився 2 жовтня 1924 року в Севастополі. Син Віктора Бочкова, який у 1940–1943 роках був Прокурором СРСР.
З 1942 року в Червоній армії. У 1943 році закінчив військову авіаційну школу пілотів. З 17 вересня 1943 року на фронтах німецько-радянської війни. Служив льотчиком 28-го і 445-го винищувальних авіаційних полків (1-а Повітряна винищувальна армія, ППО Західного фронту) і старшим льотчиком 148-го Гвардійського винищувального авіаційного полку на 1-му Білоруському фронті.
З 1945 року — штурман, старший інспектор-льотчик.
Член ВКП(б) з 1950 року.
1950 року закінчив Військово-Повітряну академію.
Учасник Корейської війни 1950—1953 років. Воював в 1950-1951 роках на посаді заступника командира 139-го гвардійського винищувального авіаційного полку з повітряно-стрілецької служби, майор. Збив 2 винищувачі ВПС США .
Потім служив у військах ППО СРСР помічником командира 139-го винищувального авіаполку з тактики повітряного бою. З серпня 1956 по 1958 рік командував 28-м гвардійським винищувальним авіаційним полком в Московському окрузі ППО. З 1958 року — заступник командира гвардійської винищувальної авіаційної дивізії з льотної підготовки.
У 1962 році закінчив Військову академію Генерального Штабу ЗС СРСР.
У липні 1962 — вересні 1963 року — заступник командира, а у вересні 1963 — червні 1965 року — командир дивізії ППО Московського округу ППО. У червні 1965 року — серпні 1969 року — командир 16-го корпусу ППО в місті Горький. У серпні 1969 — вересні 1972 року — перший заступник командувача, а у вересні 1972 — грудні 1975 року — командувач 2-ї окремої армії ППО СРСР у місті Мінську.
У грудні 1975 — квітні 1980 року — командувач військ Московського округу протиповітряної оборони (ППО), генерал-полковник авіації (з 1976 року).
У 1980—1987 роках — заступник головнокомандувача військ ППО СРСР по вузах. З 1987 року — у відставці.
Похований на Новодівочому цвинтарі в Москві .

## Нагороди
- три ордени Червоного Прапора
- два ордени Вітчизняної війни I ступеня (27.05.1945, 11.05.1985)
- три ордени Червоної Зірки
- орден «За службу Батьківщині в Збройних Силах СРСР» III ступеня
- медаль «За оборону Москви»
- медаль «За взяття Берліна»
- медалі